# Citrus ichangensis
Ne doit pas être confondu avec Citron d'Ichang.
Espèce
Citrus ichangensis, l'Ichang papeda, est un groupe diversifié d'agrumes chinois sauvages à croissance lente classé par Swingle dans un sous-genre Papeda et par Tanaka dans le sous-genre Metacitrus.
L'Ichang papeda est une espèce ancestrale d'agrume qui remonte a début de la spéciation qui précède les agrumes actuels résultats de l'hybridation de ces populations primitives. Il est classé dans la Liste des principales plantes sauvages protégées nationales [chinoises] depuis le 4 août 1999.  
Sa tolérance au gel modéré et aux climats humides en font avec Poncirus trifoliata (syn. Citrus trifoliata) une espèce de citrus cultivée à l'extérieur dans les climats tempérées à hiver froid. Les sources chinoises donnent une résistance jusqu'à 11,5° C. 

## Dénomination
On trouve les noms : Adsae, de Ichang, Ketsa Seupfu, en thaï Bai - ma - ngua, en coréen 의창지 (uichangji), en chinois 宜昌橙 (Yíchāng chéng) signifie 橙 (chéng) agrume 宜昌 (Yíchāng), Hsiang Yüan désigne Citrus volkameriana. 

### Taxonomie
Le Père Julien Cavalerie avait collecté dans la province de Guizhou « dans la forêt, éloignée de toute habitation aux environs de Ma-Jo et de Kai-Tchéou [Kaizhou] à environ 1 700 mètres d'altitude, une sorte d'oranger épineux, dans les sous-bois du versants boisés. L'arbre est arqué (voûté) et entièrement recouvert de mousse. Un arbre avait des fruits de la taille d'un abricotier et des fleurs en même temps. Le fruit est dur et de forme arrondie; le pétiole ailé est tellement développé qu'il il constitue la moitié de la feuille. Je n'ai vu cet arbre cultivé nulle part. C'est la seule espèce sauvage d'agrume dans les hautes régions » écrit-il. Un spécimen est conservé au Muséum d'Histoire Naturelle de Paris. En 1911, H. Léveillé publie Citrus cavaleriei (C. cavaleriei H. Lév. ex Cavalerie) de J. Cavalerie sans description reconnaissable. Zhang et Mabberley (2008) conservent C. calvaleriei.
Swingle raconte le travail de Cavalerie dans Citrus ichangensis, une espèce nouvelle, prometteuse et rustique du sud-ouest de la Chine et de l'Assam (1913) (d'où Citrus ichangensis Swingle admis par World Economic Plants) travaille sur des spécimens sauvages ou cultivés collectés par Mr. Augustine Henry près d'Yichang de 1885 à 1888 jusqu'alors étiquetés C. medica et note que « contrairement à de nombreux autres agrumes cultivés, cette espèce ne montre aucune preuve d'hybridation ». Il en donne une description détaillée, le rapproche de C. latipes et indique une résistance aux hivers rigoureux (- 5.6° en 1888).
C. cavaleriei H. Lév. ex Cavalerie et C. ichangensis Swingle sont devenus synonymes.

## Phylogénie

### Origine

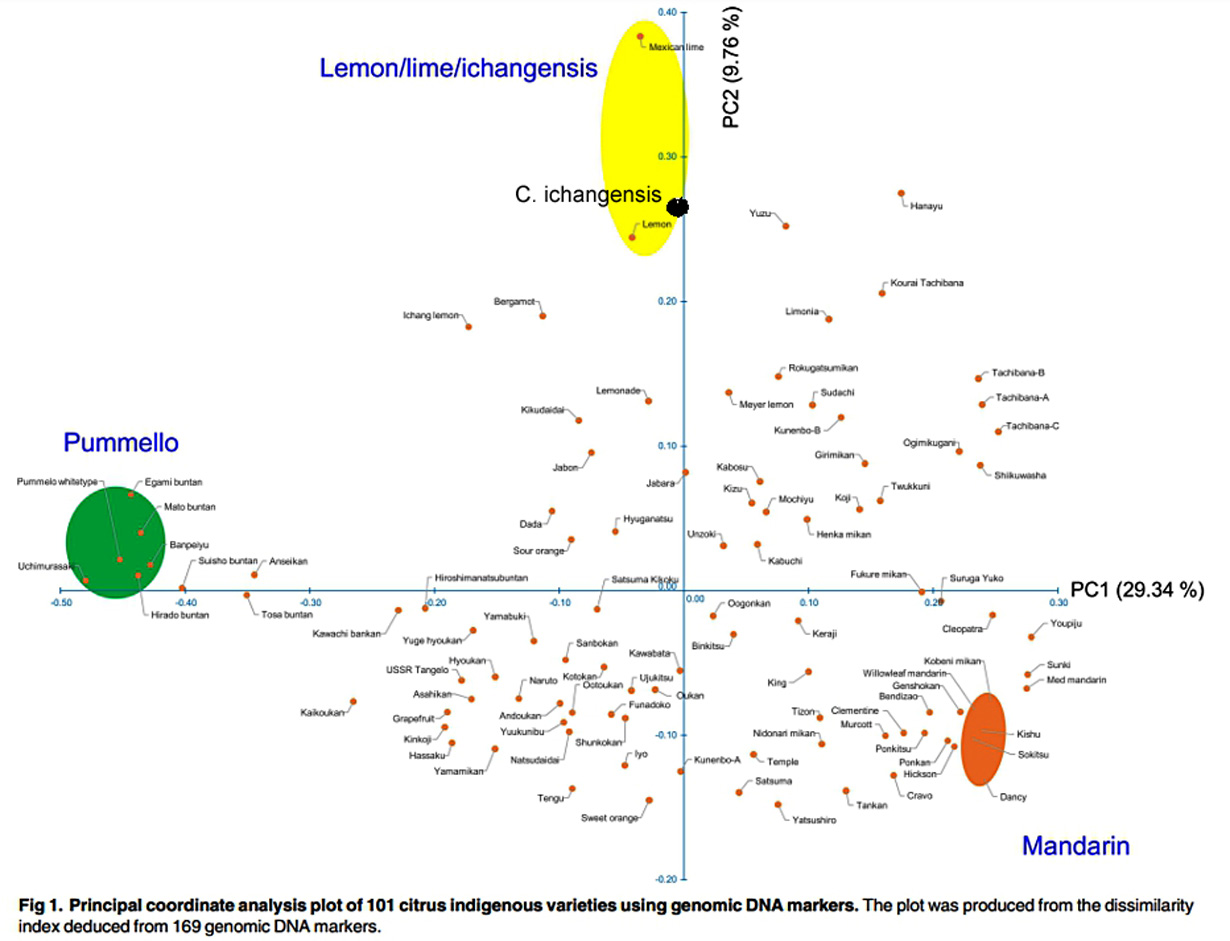
Coordonnées de 101 agrumes asiatiques à partir de l'analyse du génome (Shimizu et al. 2016) Parmi les 3 populations progénitrices, en haut le pole citron, cédrat et Ichang.

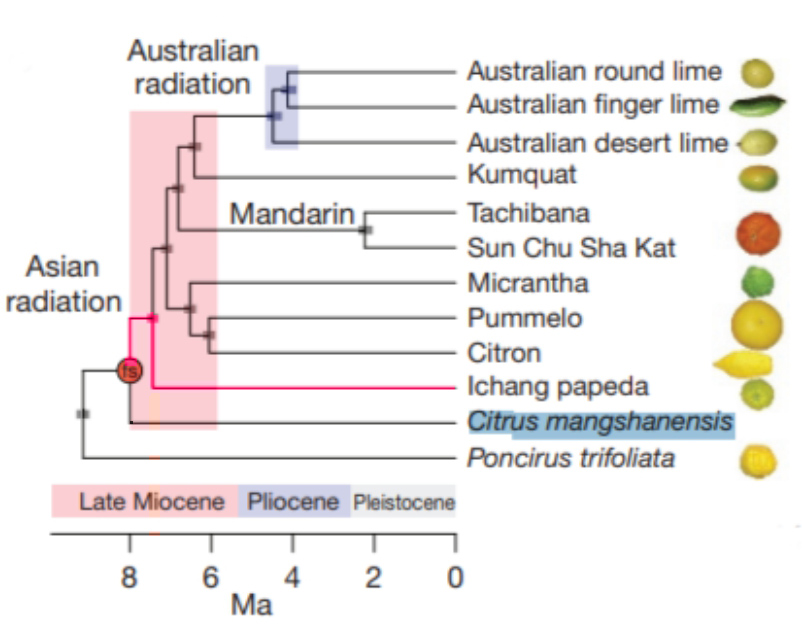
Ichang papeda (lignes rouges) est une spéciation très primitive, vers 8 millions d'années chez Wu et al. 2016

Il est originaire du sud du Gansu, du nord du Guangxi, du Guizhou, de l'ouest du Hubei, du nord-ouest et de l'ouest du Hunan, du sud du Shaanxi, du Sichuan et du Yunnan. Des populations sauvages ont été trouvées dans le Yunnan dont le climat est chaud.

### Un ancêtre des agrumes actuels
T Shimizu et al. (2016) établissement que 3 groupes de variétés majeures d'agrumes (C. reticulata, C. maxima et C. medica ou C. ichangensis - discrimination non réalisée pour cause de marqueurs d'ADN défectueux) constituent des sommets progéniteurs à partir desquels on peut répartir 101 variétés d'agrumes asiatiques. Wu et al. (2021) montrent que les 55 accessions qu'ils séquencent sont issues de 6 espèces progénitrices (pomelo, cédrat, C. ryukyuensis , Ichang, kumquat, et mandarine ascendance mangshanyeju). La phylogénie  de ces auteurs fait remonter la spéciation de C. ichangensis miocène supérieur (Tortonien, vers 8 millions d'années) postérieure à C. mangshanensis mais antérieure aux formes ancestrales qui par hybridation donneront les agrumes actuels. L'espèce est restée inchangée depuis lors. Z Zhang, C Long et al. (2020), qui utilisent les génomes complets des chloroplastes de C . ichangensis chinois sauvages, confirment les travaux antérieurs, il est proche de C . reticulata, éloigné des oranges, pamplemousses et cédrats. La topographie de ces régions montagneuses fourni des habitats stables, durables et isolés qui contribuent à l'isolat C. ichangensis, le flux de gènes observé est restreint et des goulots d'étranglement de la population expliquent une forte dérive génétique qui pour l'heure (2017) permet de distinguer 16 populations naturelles.
Ces travaux concurrent à démontrer, avec la découverte d'espèce fossiles comme Citrus linczangensis sp. n. que les origines de Citrus sont au Miocène tardif dans le Lincang et le Yunnan chinois (ce fossile a lui aussi une feuille composée à pétiole articulé et largement ailé). 

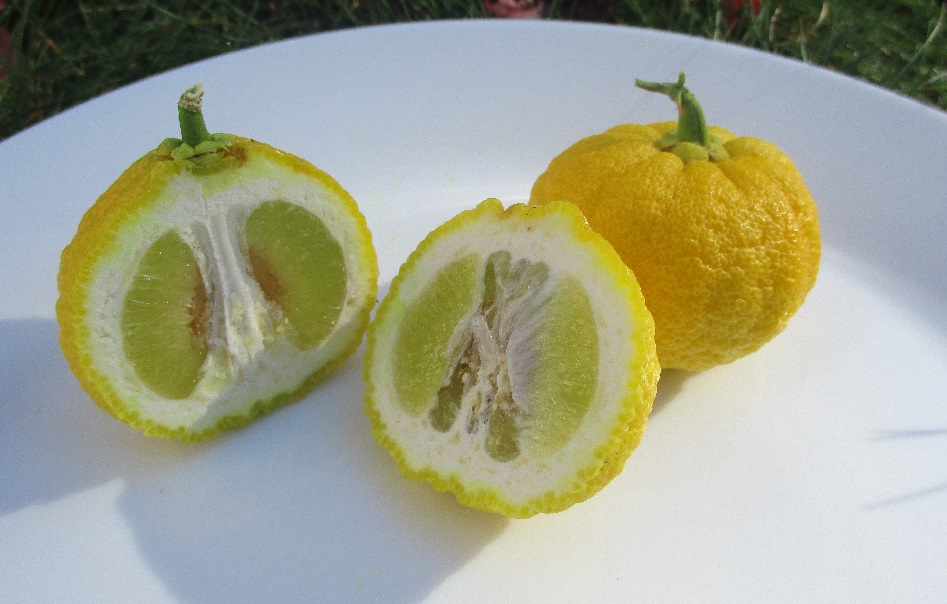
coupe d'Ichang papeda

### Le sous genre papeda
Swingle et Reece (1967) divisent Citrus en 2 sous-genres, Papeda et Citrus, sur la base de critères morphologiques: présence d'huile acide dans le fruit, largeur de l'aile du pétiole par rapport aux folioles. Le contenu du sous genre est variable, Sawamura (2011) donne un contenu vaste au sous genre Papeda où il inclut les agrumes japonais consommés acides en vert: hanayu, kabosu, yuko, mochiyu, sudachi, naoshishi, et yuzu. 2 sections de Papeda se distinguent par leur composition en huile essentielle des feuilles et  du zeste du fruit (Nicolosi et al. 2000) les Papedocitrus intermédiaires entre Papeda et Citrus et les Padeda qui sont un groupe largement diversifié. L'analyse en composantes principales des huiles essentielles montre d'une part une forte hétérogénéité chez spécimens de C. ichangensis, d'autre part un éloignement du combava et de C. micrantha et d'autre part du yuzu et de C. macrophylla.

## Description

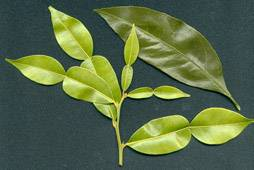
Feuilles d'Ichang à gauche au pétiole aux ailes presque aussi développées que le limbe foliaire, à droit une feuille de mandarinier

Relativement rare en culture, l'Ichang papeda est un grand arbuste ou petit arbre, épineux, poussant de 3 à 4,5 m, et produisant un petit fruit similaire à la mandarine. Les feuilles disposent d'un large pétiole, et ressemblent à des feuilles de Citrus_micrantha, de yuzu ou de combava. Son feuillage et ses fleurs possèdent un parfum citronné caractéristique. Le fruit a un parfum agréable, mais au zeste robuste, et peut être de forme ovale, sphérique ou aplatie, à maturité de couleur jaune à orange. Le fruit contient de nombreuses grandes graines et une petite quantité de jus aigre ou amer; certains fruits sont sans jus et sont entièrement remplis de chair blanche et de graines.

### Les hybrides
C. ichangensis est à l'origine de plusieurs hybrides:
- cultivar Ichanchii (C. ichangensis), C. ichangensis sp. pollinisé par C. limon,
- Citrus cavaleriei × Citrus maxima. Citron d'Ichang (Citrus wilsonii Tan.) aussi connu comme le shangjuan[29], Shangyuan[30], très rustique. Ichang lemon Sp pollinisé par yuzu[31],

- Le citron : C. limon Sp pollinisé par Ichanchii (C. ichangensis),
- Yuzu seul hybride F1 interspécifique connu d'un parent pur de mandarine sauvage mangshanyeju avec un pollen d'Ichang papeda (C. ichangensis)[32] Citrus ichangensis × Citrus reticulata var. austera autre dénomination.
- Citrus ichangensis var. microcarpus

Le shangjuan a un certain nombre d'utilisations culinaires, le yuzu est un agrume populaire pour son jus et son pouvoir aromatique largement utilisé au Japon.

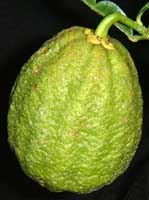
Citron d'Ichang hybride de C. ichangensis

### Utilisation
Ichang papeda est parfois cultivé comme plante ornementale. En Chine c'est un porte-greffe rustique.

### Médecine chinoise
Il est indiqué anti-inflammatoire, analgésique, antiseptique, myogénique, remède pour ulcération des plaies, l'eczéma, les furoncles, la douleur[réf. nécessaire]. Des recherches ont été conduite en modèle murin qui suggèrent que l'administration d'extrait de C. ichangensis peut atténuer l'obésité et les troubles métaboliques.

### Huile essentielle
L'huile essentielle de C. ichangensis a un pourcentage variable (de même que les rendements) avec une forte dispersion de limonène (de 70 % à 42%), et des niveaux élevés de β-bisabolène (18,4 %) et d'intermédéol (4,7 %). La gamme d'hydrocarbures sesquiterpéniques est largement représentée, α-cadinène, le β-bourbonène et les esters acycliques butanoate de butyle et hexanoate d'éthyle sont présents dans l'huile de zeste de C. ichangensis.
Clémentine Baccati et al. 2021 la compare à l'huile essentielle de Khasi papeda (C. latipes) beaucoup plus riche en myrcène (18,8 %) et γ-terpinène (16,2 %). Les auteurs concluent: «Ces résultats suggèrent que Papeda pourrait être une source importante de diversité d'arômes».